# Glasdekorfolie
Mit  Glasdekorfolie oder Milchglasfolie wird eine Folie bezeichnet, welche einen Effekt ähnlich Milchglas oder sandgestrahltem Glas erzeugt. 

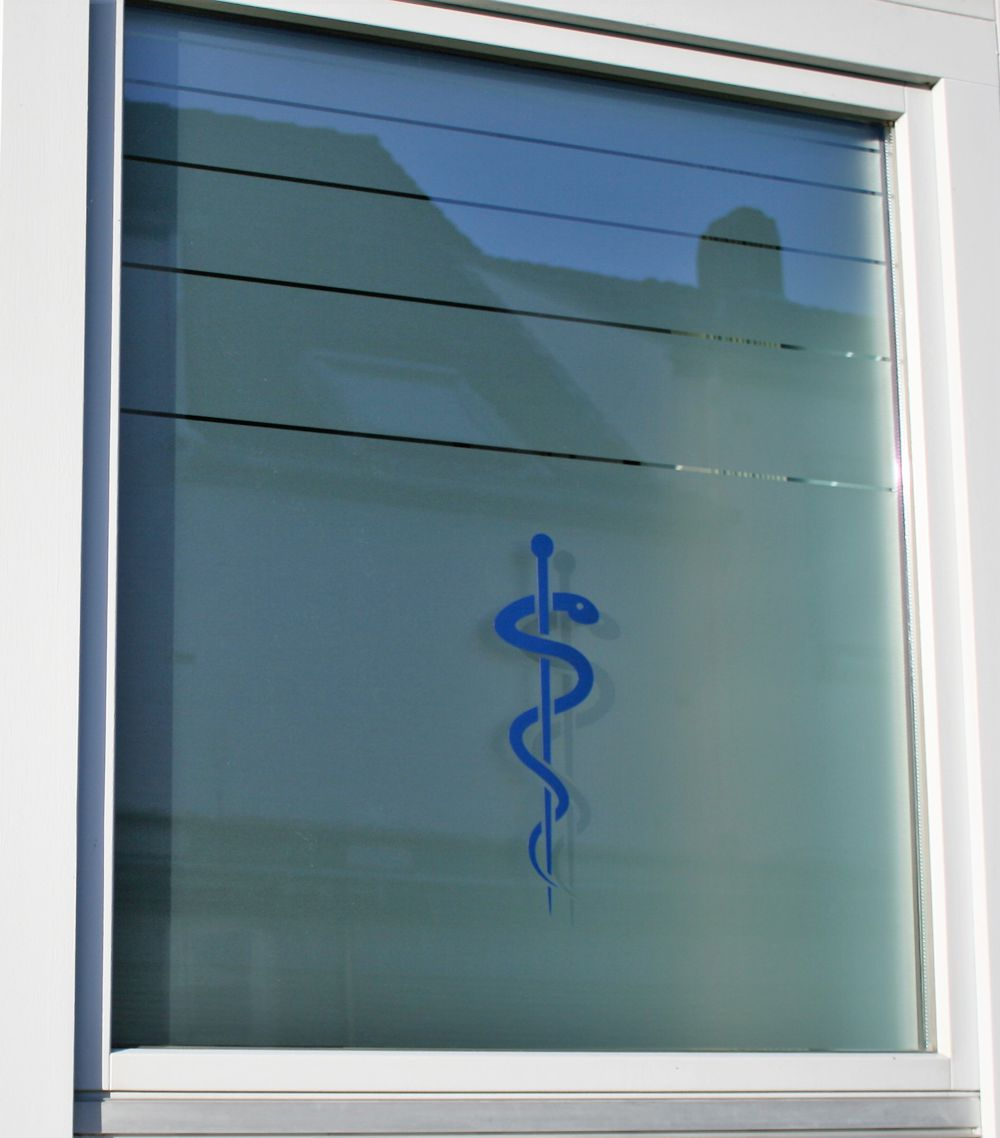
Glasdekorfolie als Sichtschutz

Die Folie ist transluzent, aber undurchsichtig. 

## Herstellung und Arten
Die Folien werden entweder aus PVC gegossen oder als kalandrierte Vinyl-Folie hergestellt. 
Glasdekorfolien sind in verschiedenen Farben, Transparenzgraden und Texturen erhältlich, unter anderem mit einem Erscheinungsbild ähnlich geätztem Glas, mit mehr milchigem Charakter, oder mit Kristall- oder Eiskristalleffekten. Die Folien können entweder vollflächig verklebt werden oder es lassen sich durch einen Schneideplotter beliebige Motive und Ornamente ausschneiden.
Es gibt polymer-kalandrierte PVC-Glasdekorfolien, die die Verklebung benutzerfreundlicher gestalten. Eine Luftkanal-Technologie ermöglicht hierbei eine absolut blasenfreie Verklebung, bei sachgerechter Anwendung und einfacher Handhabung. 
Die Temperaturbeständigkeit der Glasdekorfolien variieren, je nach Produkt, von minimaler Temperaturbeständigkeit um ca. −40,0 °C bis maximaler Temperaturbeständigkeit von ca. 90,0 °C.
Die Verklebetemperatur, je nach Produktart, erfordert eine Minimal-Anwendungstemperatur von ca. 8,0 °C.
Glasdekorfolien haben, je nach Produktart, unterschiedliche Klebstoffe, welche eine non-permanente, semi-permanente und permanente Ablösbarkeit gewährleisten. Bei den Klebstoffen handelt es sich z. B. um Acrylat, Polyacrylat.
Trägermaterialien sind z. B. PE-beschichtete Papiere, einseitig silikonisiert oder silikonisierte Polyesterfolien.
Die Lebensdauer einer Glasdekorfolie liegt, bei sachgerechter Verarbeitung, Montage und Pflege, je nach Produktart und Einsatzgebiet (Innen- oder Außeneinsatz) zwischen 3 und 15 Jahren.

## Einsatzgebiete
Glasdekorfolie wird zur optischen Aufwertung oder zum Sichtschutz an Türen und Fenstern verwendet und kommen sowohl im privaten, als auch im gewerblichen Bereich zum Einsatz, beispielsweise Büros, Gastronomie, Arztpraxen, WC-Türen, Krankenhausfenstern etc.
Häufig werden Glasdekorfolien auch dazu verwendet das Verletzungsrisiko durch versehentliches Dagegenlaufen zu minimieren, da durch deren Anbringung Glasflächen sichtbar gemacht werden können.